# Чамла
Ча̀мла е обезлюдено село в Южна България. То се намира в Община Смолян, област Смолян.

## География
Намира се близо до село Мугла и Триградското ждрело.

## История
От 1878 до 1886 година Чамла попада в т.нар. Тъмръшка република. През 1920 година в селото живеят 87 души, през 1946 – 133 души, а през 1965 – 162 души. Запустява и се обезлюдява напълно през 80-те години, но не е премахнато от списъците на НСИ и ГРАО.

## Редовни събития
През 2006 за „селото“ има проект в него да се проведе младежки фестивал на изкуствата „Чамла фест“. Проектът пропада в последния момент и мястото е сменено. Като причина е изтъкната непроходимостта на яз. Батак.

## Други
През 2002 Община Смолян предоставя селското училище на фондацията „Дестинация България“ за 10 години, селото е наречено иронично от фондацията „Кралство Чамла“.